# 贝尔塔维略
贝尔塔维略，是西班牙卡斯蒂利亚-莱昂帕伦西亚省的一个市镇。 总面积57平方公里，总人口216人（2001年），人口密度4人/平方公里。